# Diocesi di Buffalo
La diocesi di Buffalo (in latino Dioecesis Buffalensis) è una sede della Chiesa cattolica negli Stati Uniti d'America suffraganea dell'arcidiocesi di New York. Nel 2023 contava 742.800  battezzati su 1.561.100 abitanti. È retta dal vescovo Michael William Fisher.

## Territorio
La diocesi comprende le seguenti contee dello stato di New York: Allegany, Cattaraugus, Chautauqua, Erie, Genesee, Niagara, Orleans e Wyoming.
Sede vescovile è la città di Buffalo, dove si trova la cattedrale di San Giuseppe (Saint Joseph's Cathedral). Nel territorio diocesano sorgono tre basiliche minori: Santa Maria degli Angeli a Olean, Nostra Signora di Fatima a Lewiston, e Nostra Signora della Vittoria a Lackawanna.
Il territorio si estende su 16.511 km² ed è suddiviso in 160 parrocchie.

## Storia
La diocesi è stata eretta il 23 aprile 1847 con il breve Universi dominici gregis di papa Pio IX, ricavandone il territorio dalla diocesi di New York (oggi arcidiocesi).
Originariamente suffraganea dell'arcidiocesi di Baltimora, il 19 luglio 1850 è entrata a far parte della provincia ecclesiastica dell'arcidiocesi di New York.
Il 3 marzo 1868 ha ceduto una porzione di territorio a vantaggio dell'erezione della diocesi di Rochester, cui nel 1896 ha aggiunto altre quattro contee.

## Cronotassi dei vescovi
Si omettono i periodi di sede vacante non superiori ai 2 anni o non storicamente accertati.
- John Timon, C.M. † (23 aprile 1847 - 16 aprile 1867 deceduto)
- Stephen Michael Vincent Ryan, C.M. † (3 marzo 1868 - 10 aprile 1896 deceduto)
- James Edward Quigley † (12 dicembre 1896 - 8 gennaio 1903 nominato arcivescovo di Chicago)
- Charles Henry Colton † (20 maggio 1903 - 9 maggio 1915 deceduto)
- Dennis Joseph Dougherty † (9 dicembre 1915 - 1º maggio 1918 nominato arcivescovo di Filadelfia)
- William Turner † (10 marzo 1919 - 10 luglio 1936 deceduto)
- John Aloysius Duffy † (5 gennaio 1937 - 27 settembre 1944 deceduto)
- John Francis O'Hara, C.S.C. † (10 marzo 1945 - 23 novembre 1951 nominato arcivescovo di Filadelfia)
- Joseph Aloysius Burke † (9 febbraio 1952 - 16 ottobre 1962 deceduto)
- James Aloysius McNulty † (12 febbraio 1963 - 4 settembre 1972 deceduto)
- Edward Dennis Head † (23 gennaio 1973 - 18 aprile 1995 ritirato)
- Henry Joseph Mansell (18 aprile 1995 - 20 ottobre 2003 nominato arcivescovo di Hartford)
- Edward Urban Kmiec † (12 agosto 2004 - 29 maggio 2012 ritirato)
- Richard Joseph Malone (29 maggio 2012 - 4 dicembre 2019 dimesso)[3]
- Michael William Fisher, dal 1º dicembre 2020

## Statistiche
La diocesi nel 2023 su una popolazione di 1.561.100 persone contava 742.800 battezzati, corrispondenti al 47,6% del totale.
| anno | popolazione | popolazione | popolazione | presbiteri | presbiteri | presbiteri | presbiteri                | diaconi | religiosi | religiosi | parrocchie |
| anno | battezzati  | totale      | %           | numero     | secolari   | regolari   | battezzati per presbitero | diaconi | uomini    | donne     | parrocchie |
| ---- | ----------- | ----------- | ----------- | ---------- | ---------- | ---------- | ------------------------- | ------- | --------- | --------- | ---------- |
| 1950 | 640.501     | 1.307.432   | 49,0        | 908        | 528        | 380        | 705                       |         | 454       | 2.816     | 250        |
| 1959 | 847.554     | 1.690.206   | 50,1        | 1.087      | 579        | 508        | 779                       |         | 619       | 2.939     | 265        |
| 1966 | 913.640     | 1.806.895   | 50,6        | 1.185      | 637        | 548        | 771                       |         | 656       | 3.592     | 270        |
| 1968 | 948.669     | 1.882.434   | 50,4        | 1.151      | 625        | 526        | 824                       |         | 653       | 3.302     | 266        |
| 1976 | 925.873     | 1.758.355   | 52,7        | 1.024      | 628        | 396        | 904                       |         | 526       | 2.607     | 275        |
| 1980 | 800.125     | 1.716.725   | 46,6        | 872        | 574        | 298        | 917                       | 36      | 403       | 2.411     | 298        |
| 1990 | 789.723     | 1.591.768   | 49,6        | 737        | 509        | 228        | 1.071                     | 74      | 289       | 1.780     | 292        |
| 1999 | 741.506     | 1.587.808   | 46,7        | 633        | 435        | 198        | 1.171                     | 92      | 46        | 1.446     | 265        |
| 2000 | 731.008     | 1.565.471   | 46,7        | 607        | 416        | 191        | 1.204                     | 94      | 236       | 1.400     | 266        |
| 2001 | 725.452     | 1.553.471   | 46,7        | 583        | 404        | 179        | 1.244                     | 100     | 221       | 1.362     | 266        |
| 2002 | 713.752     | 1.591.708   | 44,8        | 570        | 397        | 173        | 1.252                     | 103     | 219       | 1.317     | 266        |
| 2003 | 709.258     | 1.581.686   | 44,8        | 547        | 384        | 163        | 1.296                     | 103     | 210       | 1.272     | 265        |
| 2004 | 707.981     | 1.578.922   | 44,8        | 539        | 377        | 162        | 1.313                     | 104     | 210       | 1.218     | 265        |
| 2006 | 694.992     | 1.570.179   | 44,3        | 513        | 361        | 152        | 1.354                     | 112     | 200       | 1.116     | 264        |
| 2010 | 710.000     | 1.607.000   | 44,2        | 434        | 319        | 115        | 1.635                     | 126     | 160       | 964       | 236        |
| 2012 | 721.000     | 1.632.000   | 44,2        | 414        | 306        | 108        | 1.741                     | 124     | 144       | 880       | 164        |
| 2015 | 730.000     | 1.538.064   | 47,5        | 393        | 299        | 94         | 1.857                     | 139     | 129       | 800       | 163        |
| 2018 | 727.125     | 1.527.681   | 47,6        | 379        | 293        | 86         | 1.918                     | 133     | 110       | 659       | 161        |
| 2020 | 732.500     | 1.539.080   | 47,6        | 370        | 286        | 84         | 1.979                     | 129     | 107       | 546       | 161        |
| 2022 | 741.000     | 1.557.319   | 47,6        | 350        | 276        | 74         | 2.117                     | 139     | 97        | 522       | 160        |
| 2023 | 742.800     | 1.561.100   | 47,6        | 332        | 254        | 78         | 2.237                     | 137     | 100       | 506       | 160        |